# Nurul Islam Manzur
Nurul Islam Manzur (mort le 26 mai 2020) est un ancien politicien de la Ligue Awami du Bangladesh et ancien ministre d'État à la Communication dans le cabinet du Sheikh Mujibur Rahman. Il a été membre du Parti nationaliste du Bangladesh.

## Carrière
M. Manzur a été élu au Parlement en 1973, le premier parlement du Bangladesh, à partir du district de Bakerganj-8 comme candidat de la Ligue Awami du Bangladesh. Il a fait partie du quatrième cabinet du Sheikh Mujib en tant que ministre d'État chargé de la communication. Il a été démis de ses fonctions par Sheikh Mujibur Rahman le 21 juillet 1975 à la suite d'accusations de corruption concernant la construction d'une maison dans le quartier résidentiel de Gulshan, au-delà des moyens normaux de Manzur. Néanmoins, il aurait été victime d'une conspiration de la part du ministre Abdur Rab Serneabat. Selon les sources de l'ambassade des États-Unis à Dacca, il a été expulsé en raison de sa rivalité avec Abdur Rab Serniabat, ministre de la lutte contre les inondations et de l'aménagement hydraulique et beau-frère du président Sheikh Mujibur Rahman. Les deux avaient une rivalité centrée sur le district de Barisal, leur district d'origine. Il a rejoint le gouvernement de Khondaker Moshtaq Ahmad après l'assassinat du Sheikh Mujibur Rahman en tant que ministre d'État aux Chemins de fer et aux Communications.
Manzur a été arrêté en 1999 avec KM Obaidur Rahman et Shah Moazzem Hossain, par le gouvernement dirigé de la Ligue Awami du Bangladesh, dans l'affaire de l'assassinat en prison de quatre dirigeants de la Ligue Awami (Jail Killing Day) à la suite du coup d'État et de l'assassinat de Sheikh Mujibur Rahman en 1975. Leurs arrestations ont soulevé les protestations des cent-neuf membres du Parlement du Parti nationaliste bangladais. Le tribunal les a acquittés de ces accusations en 2004, lorsque le Parti nationaliste bangladais était au pouvoir,.